# Ooni d'Ife

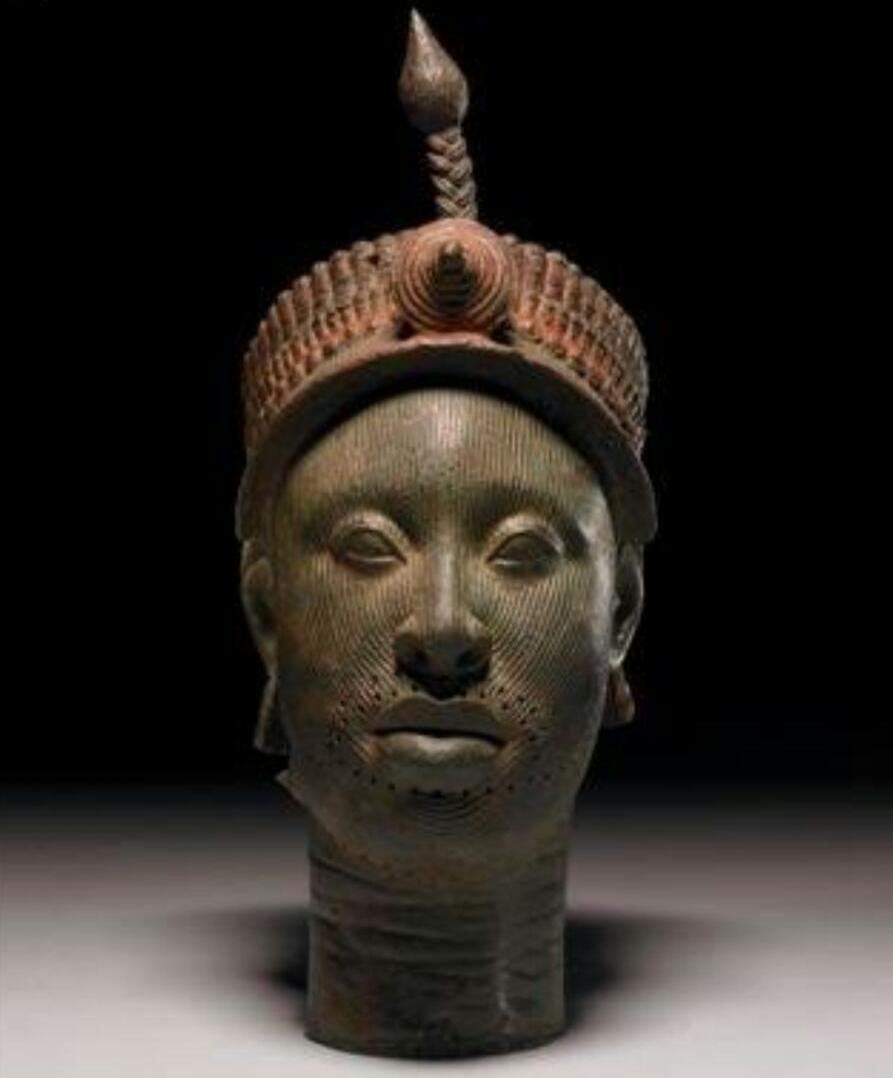
Buste de l'un des premiers Oonis d'Ife (British Museum).

L'Ooni d'Ife (en yoruba : Ọọ̀ni d'Ilè-Ifẹ̀) est souverain traditionnel de l'ancien Empire d'Ife (Ilé-Ifẹ̀), au Nigeria.
La dynastie des Ooni existait avant le règne d'Oduduwa, que les historiens situent entre le VIIe et le IXe siècle. Après la mort d'Oduduwa et l'échec de la prise du trône par Ogun, la base de soutien d'Oduduwa s'est dispersée hors d'Ilé-Ifẹ̀. Un autre récit, qui ne correspond pas aux preuves existantes, affirme qu'Ogun a délibérément envoyé tous les enfants d'Oduduwa dans différentes expéditions afin d'assurer l'expansion du territoire yoruba.
Quoi qu'il en soit, après le court règne d'Oduduwa, Obàtálá est redevenu l'Ooni d'Ife et le trône a tourné entre les maisons Obatala et Obalufon jusqu'à la prise de pouvoir par Ọranyan, qui a brièvement interrompu le schéma de succession. L'histoire populaire identifie Lajamisan comme un fils ou un petit-fils d'Ọranyan. La tradition d'Ife, quant à elle, reste floue quant à son ascendance. On dit souvent que Lajamisan a ouvert l'histoire moderne d'Ife.
Avant le XXe siècle, le mode de succession de l'Ooni était fluide. Cependant, avec la modernité apportée par le colonialisme, le schéma de succession a été structuré selon les quatre maisons régnantes actuelles, qui ont été nommées Ooni Lafogido, Ooni Osinkola, Ooni Ogboru et Ooni Giesi. Cette structure a été fortement critiquée pour avoir été influencée par la politique, la vendetta personnelle et l'obscurantisme de l'histoire. Par exemple, alors que les trois premiers auraient été des fils d'Ooni Lajodogun, certains personnages considérés comme des frères et sœurs d'Ogboru ont été soit complètement exclus, soit subsumés. L'actuel Ooni est Adeyeye Enitan Ogunwusi, dit Ojaja II, qui a pris sa fonction en 2015. Jusqu'à cette date, cinquante-et-un monarques se sont succédé sur ce trône, et le règne d'Ooni Luwoo reste le seul à être mené par une femme à Ife. 
Une tradition aujourd'hui disparue exigeait que lors du décès du monarque, une personne dont le titre est Abobaku, devait être enterrée vivante à ses côtés.

## Couronnement
Le remplacement du trône d'un défunt Ooni d'Ife n'est pas une simple affaire locale comme on pourrait le croire, mais a des ramifications nationales. Considérée comme le berceau des Yorubas, la ville d'Ife a toujours été le principal centre religieux du peuple yoruba,. Mais d'autres rôles sont également impliqués. En particulier, l'Ooni d'Ife est souvent présenté comme l'Oba de plus haut rang ou, plus encore, comme le président naturel du Conseil des chefs yorubas. Les règles pour remplir un trône vacant sont la loi sur les chefs, la Chiefs Law Cap 25 Laws of Osun State, modifiée en 2002.
La déclaration faite en 1980 par les chefs traditionnels en vertu de l'article 4(2) de cette Chief Law. En 1957, l'ancienne déclaration reconnaissait quatre maisons régnantes et établissait l'ordre de rotation suivant :
- La maison Oshinkola, Iremo
- La maison Ogboru, Ilare
- La maison Giesi, More
- La maison Lafogido, Okerewe

### Cas du couronnement de 2015

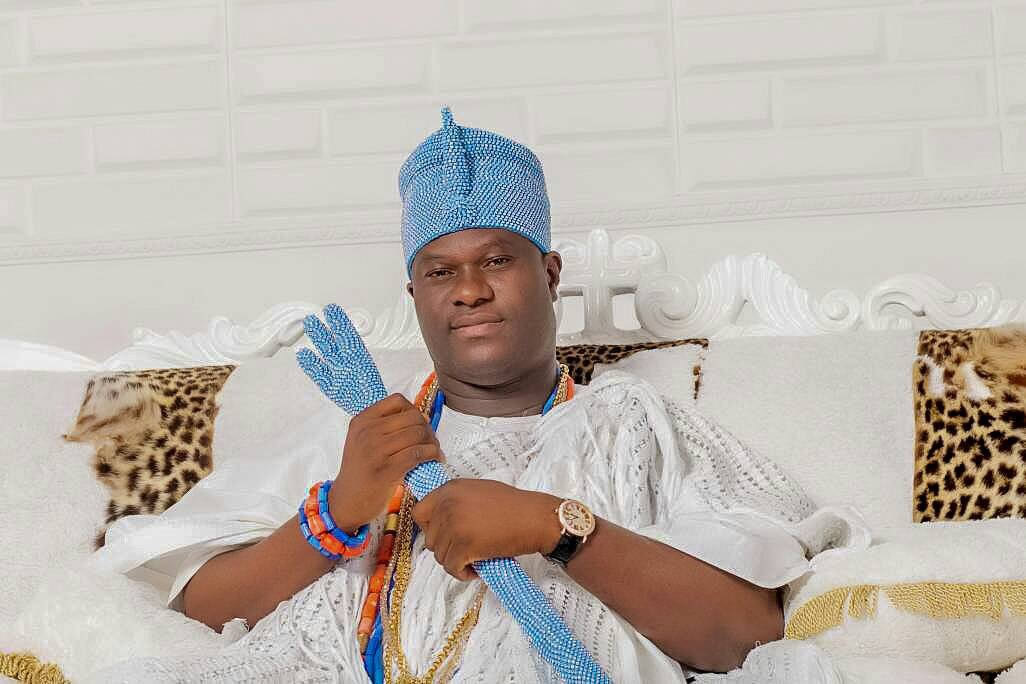
Adeyeye Enitan Ogunwusi en 2018.

En 2015, c'est au tour de la famille Giesi, comme l'ont confirmé les faiseurs de rois d'Ife, :
- Olakunle Aderemi (chef d'Osinkola) a déclaré que, bien qu'ayant produit Adesoji Aderemi (1930-1980), la maison Osinkola méritait de produire le nouveau roi parce que la famille a produit le moins d'Ooni parmi les quatre maisons régnantes. La déclaration de la chefferie d'Ife de 1980 ouvre techniquement la voie à la compétition pour remplir le tabouret d'Ooni, a-t-il ajouté.
- La maison Lafogido a saisi la justice, qualifiant la déclaration de la chefferie d'injuste. Selon eux, la maison Lafogido a été constamment marginalisée dans les révisions de la chefferie à Ife depuis 1957. 14 Oonis ont été intronisés à partir de Lajodogun et seulement 8 à partir de la maison régnante de Lafogido, ont-ils ajouté.
- Adetowo Aderemi (d'Osinkola) est allé encore plus loin en critiquant les déclarations du conseil traditionnel d'Ife de 1957 et 1980, les qualifiant de fraude. Il a déclaré qu'elles étaient contraires au droit coutumier de succession du peuple d'Ife. Il a également critiqué l'inclusion de la Giesi Ruling House parmi les familles royales éligibles pour remplir le tabouret d'Ooni, affirmant que Giesi n'avait été invité que pour terminer le mandat d'Ogboru, n'appartenant pas à la lignée masculine ayant droit au tabouret en tant que petit-fils d'Ogboru.

Finalement, Adeyeye Enitan Ogunwusi, de la maison Giesi, est élu le 26 octobre 2015,.

## Historiographie
En 1954, Samuel Ojo publie Iwe itan Yoruba: Aapa kini, dans lequel il cite 15 noms de la période Oduduwa à Lajamisan,.
En 1975, Fabunmi, connu pour ses notes historiques, cite 7 noms sur la même période dans son Anthology of Historical Notes on Ife City. L'année suivante, Fasogbon en cite 12 sur la même période. En 1985, Awosemo cite 22 noms entre Oduduwa et Giesi, tandis qu'Eluyemi cite 41 noms d'Oduduwa à 1986.
En 1992, Dele Awoyinfa publie une liste plus complète d'Oonis dans Ooni of Ife in Yoruba history, tandis que Prince L. A. Adetunji, candidat à la succession d'Olubuse II en 2015, avait sorti en 1999 le livre The Glory of Yoruba Nation, qui parcourt la chronologie royale.
L'année suivante, Lawal publie une histoire d'Ile-Ifẹ dans Ile-Ifẹ : the cradle of the Yoruba : with Oduduwa as their progenitor.
Natif d'Ile-Ifẹ lui-même, Dayọ̀ Ológundúdú publie plusieurs ouvrages sur les Yoruba, dont The cradle of Yoruba culture en 2008, qui retrace notamment l'histoire de 48 Oonis.

## Liste chronologique des Oonis

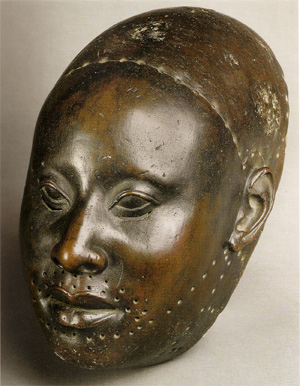
Masque représentant l'Ooni Ọbalùfọ̀n II (c. 1300, Ife Museum of Antiquities, Nigeria).

### Méthode de consolidation
La langue yoruba s'écrit aujourd'hui avec un alphabet qui utilise de nombreux signes diacritiques. Mais cet alphabet n'a pas été strictement codifié avant d'être intégré comme l'une des composantes de l'alphabet pan-nigérian moderne (1981). Comme pour le système de romanisation McCune-Reischauer pour le coréen, de nombreux auteurs occidentaux ont utilisé cet alphabet avec une certaine paresse, en omettant de nombreux signes diacritiques pour diverses raisons, voire en les ignorant tous. Mais si les mauvaises romanisations du coréen peuvent être corrigées en comparant avec le texte original hangul/hanja, cela n'est pas possible avec les sources orales yorubas du passé. La romanisation des noms propres est devenue dépendante de la prononciation d'un locuteur spécifique et de la compétence d'un transcripteur spécifique, ce qui a entraîné d'importantes variations dans l'orthographe (ex : Odidimode Rogbeesin/Odidimode Rogbesin ; Gboonijio/Gbodo-Nijio ; Adegbalu/Adegbolu ; Ojelokunbirin/Oje Lokunsinrin ; Adegunle Adewela/Adegunle Abeweela/Abewela, etc.).
L'impression des textes permet de résoudre des problèmes typographiques, mais pas tous.
- Les deux citations imprimées[12],[13] du livre imprimé d'Ojo[11] présentent des divergences : Otaataa = Otasasa ; Arirereokewe = Arirekewe ; Lajamusan = Lajamisan.
- Lorsque Awosemo (cité par Ojuade[12]) place Giesi avant Ogboruu, il s'agit probablement d'une coquille. En effet, toutes les autres sources affirment qu'Ogboruu (23e) était le grand-père maternel de Giesi (24e).
- La citation d'Ademakinwa[13] utilise « Kworokolokun » : il s'agit probablement d'Aworokolokun.
- Eluyemi[15] répète « Lagunja » à deux endroits différents, sans qu'une différence soit faite.
- Peut-être que le classement par Ologundu[21] d'Osinkola en 18e position au lieu de la 25e est aussi une coquille.

Il reste des divergences entre les sources :
- Dans la liste A, Lajamisan est classé 11e. On peut le rattacher à la liste de 1973 du Daily Sketch[13]. C'est étrange car une liste commençant par Lajamisan devrait se terminer par Lajamisan. Déplacer celle-ci juste avant Otujabiojo (17e) synchroniserait l'ordre de toutes les listes de rois d'Oduduwa à Lajamisan. Ce point devrait être vérifié en détail.
- Alors que les sources de la liste A placent Aworokolokin et Ajuimuda Ekun avant Lajamisan, la plupart des sources de la liste B affirment qu'Aworokolokin, Ajuimuda et Ekun étaient trois descendants de Lajodoogun. Nous ne pouvons que souligner cette divergence. De plus, Ologundu ne cite pas du tout Aworokolokin dans ses listes (en vert dans le tableau).
- Il en va de même pour la seule femme devenue Ooni. La plupart du temps, elle est citée comme « Luwoo Gbagida » (18e) et placée avant Lajodogun (19e). De même que « Luwo (Female) » et placée après Giesi (24e. En vert dans le tableau).
- Efon Ayioye, 6e selon Awoyinfa[22] est très certainement la même personne qu'« Ayioye » dans Ojo[11] et Fasogbon[23]. Mais les sources ne les classent pas de la même manière qu'Ajimuda Ekun (7e).
- 9 noms ne font pas partie de la liste A ou de la liste B.

« Au moins, on peut dire que l'existence de nombreuses variantes nécessite une explication, et une interprétation peut être évaluée en fonction de sa capacité à rendre compte de leur existence de manière satisfaisante. La méthode pourrait être décrite comme une reductio ad non absurdum. »

### Liste consolidée
Liste A établie en consolidant Awoyinfa 1992, p. 30-35 et Adetunji 1999, p. 70-77.
Liste B établie en consolidant Ologundu 2008, p. 58-59 et Lawal 2000, p. 21.
S'ajoutent 9 noms qui ne font partie d'aucune de ces deux listes (les sources sont mentionnées en commentaire).
| Liste A | Liste B | Date      | Nom                                   | Alias | Commentaire |
| ------- | ------- | --------- | ------------------------------------- | --- | --- |
| 0       | 0       |           | Obàtálá                               | Olufe, Olofin Iwase, Oseremagbo                                                                          | Il était un important souverain d'Ile-Ife dont l'autorité a été remise en cause par une usurpation. Au cours du conflit qui a suivi l'usurpation de son autorité, il a pu conserver le soutien du plus grand nombre des différents blocs de pouvoir d'Ile-Ife. |
| 0       | 0       |           | Odùduwà                               | | Considéré comme Olofin. Son règne fut court et mouvementé. Il a été détrôné par Obatala. |
| 1       | 1       |           | Obàtálá                               | | S'empare du pouvoir à la chute de l'Oduduwa et réapparaît comme roi (Ooni) d'Ife. Il entame le processus d'unification des hameaux auparavant semi-autonomes. Sa forte alliance avec Osangangan Obamakin a conduit à la rotation du pouvoir entre les groupes dirigés respectivement par l'un et l'autre.                                                                                    |
|         | 2       |           | Ogun                                  | | Compétiteur d'Obatala. Grand guerrier et chasseur qui tenta de prendre le pouvoir mais fut évincé par Ọbalùfọ̀n Ògbógbódirin alias Osangangan Obamakin. |
| 2       | 4       |           | Ọbalùfọ̀n Ògbógbódirin                 | Osangangan Obamakin, Obalufon I                                                                          | Il a vécu et régné pendant une période exceptionnellement longue. |
| 3       | 5       |           | Ọbalùfọ̀n Aláyémọrẹ                    | Obalufon II                                                                                              | Fils d'Obalufon Ier. Considéré comme le premier Ooni, il réalise l'unification complète d'Ile-Ife. Devient Ooni à la mort de son père alors qu'Oranmiyan est en séjour ou en exil. Abdique après une confrontation brutale avec Oranmiyan qui retourne à Ile-Ife. |
| 4       | 6       |           | Ọ̀raǹmíyaǹ                             | | Fils d'Ogun ou d'Oduduwa par l'intermédiaire d'une Lakange dont Oduduwa s'emparera plus tard. Il aurait vécu entre 1200 et 1300 après Jésus-Christ. Eweka, l'Omo n'Oba de Bénin, Ajaka et Sango, l'Alaafin d'Oyo, étaient ses fils. L'identité du père originel de l'òrànmíyàn n'est pas claire.                                                                                             |
| 4.5     |         |           | Ọbalùfọ̀n Aláyémọrẹ                    | Onigbomore                                                                                               | Retour au trône après la mort d'Oranmiyan. A régné en même temps que Dada, Alaafin d'Oyo. |
|         | 7       |           | Ayétise                               | | |
| 5       |         |           | Àwórókọ̀lọ̀kín                          | | |
| 5.5     |         |           | Lajuwa (usurpatrice)                  | Okoo olori-ko-yun-ajo (« L'épouse du roi, appelée olorì, n'a pas le droit de voyager. »)                 | Messagère en chef. Aurait usurpé le trône à la mort d'Àwórókọ̀lọ̀kín. |
| 6       |         |           | Ẹ̀fọ̀n Ayíóyè                           | Ogbolaajuree (« Quel que soit le degré de maturité du gombo, il ne peut être plus vieux que lui-même »). | |
| 7       |         |           | Ajímúda Ẹkùn                          | | |
| 8       |         |           | Láamórò Ògìján                        | | Depuis l'enceinte de Molodo, Ilode. |
| 9       |         |           | Ọ̀sẹgànderùkù                          | Oseganderuku (« Celui qui transforme la forêt en poussière »).                                           | |
|         |         |           | Otaran                                | | Successeur d'Ajímúda Ẹkùn et prédécesseur de Lárọ́ọ̀ká, selon Awosemo ; successeur d'Ẹ̀fọ̀n Ayíóyè et prédécesseur de Lamoro selon Fasogbon. |
| 10      |         |           | Ọyẹ́                                   | Okukuyewu Ilode                                                                                          | |
|         |         |           | Lamoro                                | | |
| 11      | 8       |           | Lájẹ̀misìn                             | | Fils d'Aiyetise/Latise ? Descendant d'Oranmiyan ? Produit d'un mariage entre des descendants d'Alayemore et d'Oranmiyan ? L'histoire moderne d'Ife commence avec son règne qui fut exceptionnellement long. |
| 12      |         |           | Lárọ́ọ̀ká                               | | De Moore. Se dit descendant d'Ọ̀ranmiyan et ancêtre de Gíẹ̀sí. Il existe un dicton commun : « Lárọ́ọ̀ká a construit l'hôtel de ville et Giẹsi a construit un support pour celui-ci en bas. » |
| 13      |         |           | Òwódò                                 | | D'Okerewe, Ife. |
| 14      |         |           | Arírere Ọ̀kínwẹ                        | | |
| 15      |         |           | Ọtaataa                               | Ọtaataa-kiran                                                                                            | D'Owodo. Alade yokun-saayo-lorun. |
| 16      |         |           | Lápeléke                              | Oro-wuye-oluku-eti                                                                                       | |
|         |         |           | Oluwo                                 | | Successeur de Lápeléke et prédécesseur de Otújàbíòjò selon Ojo et Fasogbon, mais pas repris par les autres sources. |
| 17      |         |           | Otújàbíòjò                            | (« Qui disperse le marché comme la pluie »)                                                              | |
| 18      |         |           | Lúwo Gbàgìdá                          | Ayare, Akọsulogbe                                                                                        | Originaire d'Owode, Okerewe. Descendante d'Ọtaataa (n° 15). Elle fut mariée au chef Ọbalọran d'Ilode et devint la mère d'Adekola Telu, le fondateur de la ville d'Iwo. Elle fut la seule femme Ooni. |
| 19      | 9       |           | Lájódogun                             | | D'Igbodo, Okerewe. Descendant de Lajamisan. |
| 20      |         |           | Lafogun                               | | D'Igbodo. Descendant de Lajodoogun. |
| 21      | 10      |           | Láfogído                              | | From Igbodo. Descendant de Lajodoogun. Parmi ses enfants, on peut citer : Otutu biosun, Okiti (ou Adejinlẹ : n° 30 de la liste B), Ọlọ́jọ́ Agbele (n°30 de la liste A), Àdàgbá (n° 36 de la liste B), Wunmọnijẹ (n°41), Lúgbadé (n°33 de la liste B) et Lumobi (n° 22 de la liste B). |
|         | 11      |           | Odidimọdẹ Rogbẹṣin                    | | Descendant de Lajodoogun. |
|         | 12      |           | Àwórókọ̀lọ̀kín                          | | Descendant de Lajodoogun. |
|         | 13      |           | Ẹkun                                  | | Descendant de Lajodoogun. |
|         | 14      |           | Ajímúdà                               | | Descendant de Lajodoogun. |
|         |         |           | Luciro                                | | Successeur de Láfogído et prédécesseur d'Gboo ni jio selon Awosemo. |
|         | 15      |           | Gboo ni jio                           | | Descendant de Lajodoogun. |
|         | 16      |           | Okunlajosin                           | | Descendant de Lajodoogun. |
|         | 17      |           | Adégbàlú                              | | Descendant de Lajodoogun. |
|         |         |           | Odidi Egbesin                         | | Successeur d'Adégbàlú et prédécesseur d'Ọ̀sińkọ́lá selon Awosemo et Eluyemi,. |
| 22      | 18      |           | Ọ̀sińkọ́lá                              | | Descendant de Lajodoogun. |
|         |         |           | Lagbuja                               | | Successeur d'Ọ̀sińkọ́lá et prédécesseur d'Omoropo selon Awosemo. |
|         |         |           | Omoropo                               | | Successeur de Lagbuja et prédécesseur d'Ademilu selon Awosemo. |
|         |         |           | Lagunja                               | | Successeur d'Ọ̀sińkọ́lá et prédécesseur de Lagunja (n°25 de la liste B) selon Eluyemi,. |
| 23      | 19      |           | Ògbórú                                | | Descendant de Lajodoogun. Ogboruu est déposé après avoir régné 70 ans. Six princes furent nommés successivement en l'espace d'un an et tous moururent sans avoir achevé le couronnement. Finalement, Ogboruu accepta de bénir Gíẹ̀sí, fils de sa fille Mọropo. |
| 24      | 20      |           | Gíẹ̀sí                                 | | Descendant de Lajodoogun. Petit-fils maternel d'Ògbórú. |
|         | 21      |           | Luwoo                                 | Luwo | Descendant de Lafogido. |
|         | 22      |           | Lúmobi                                | | Descendant de Lafogido. |
|         | 25      |           | Lagunja                               | | Descendant de Lajodoogun. |
|         | 26      |           | Larunka                               | | Descendant de Lajodoogun. |
|         | 27      |           | Ademilu                               | | Descendant de Lajodoogun. |
| 25      |         |           | Adéjinlé                              | | Descendant d'Òwódò (n°13 liste A) et ancêtre d'Abeweela (n° 42). |
| 26      |         |           | Àróganganlàgbo                        | | D'Akui, Ife. |
|         | 24      |           | Ojee lokun binrin                     | | Descendant de Lajodoogun. |
|         | 28      |           | Ọmọgbogbo                             | | Descendant de Lajodoogun. |
|         | 30      |           | Adejinlẹ                              | | Descendant de Lafogido. |
| 27      | 34      |           | Aríbiwọsọ                             | Aribiwoso-lode-Akui                                                                                      | Descendant de Lafogido. D'Akui, Ife. |
| 28      |         |           | Ṣojuolu Ọ̀gbọnsẹ̀gbọndẹ                 | | D'Owodo. |
| 29      | 23      |           | Agbẹ̀dẹ̀gbẹdẹ                           | | Descendant de Lajodoogun et Giẹsi. |
| 30      | 31      |           | Ọlọ́jọ́                                 | Agbele-wojuorun-yanmongi                                                                                 | Descendant de Lafogido. D'Okerewe. |
|         | 32      |           | Okiti                                 | | Descendant de Lafogido. |
|         | 33      |           | Lúgbadé                               | | Descendant de Lafogido. |
| 32      |         |           | Ajífadéseré                           | | |
| 33      |         |           | Otuko                                 | | |
| 34      |         |           | Odidimọdẹ Rogbẹṣin                    | | |
| 35      | 29      |           | Ajílà Oòrùn                           | | De Moore. Descendant de Lajodoogun et Agbẹ̀dẹ̀gbẹdẹ (n° 29 de la liste A). |
| 31      | 35      |           | Ọ̀sinínladé Òtutùbiọ̀ṣun                | | Descendant de Lafogido. |
| 36      |         |           | Abigboọla                             | | |
|         | 36      |           | Àdàgbá                                | | Descendant de Lafogido. |
| 37      | 37      |           | Òjìgìdìrí                             | Lambuwa.                                                                                                 | Descendant de Lajodoogun. D'Akui, Ife. |
| 38      | 38      | 1770−1800 | Akínmóyèró (en)                       | Iriko dunle biojo (la brume ne peut pas mouiller le sol comme la pluie).                                 | Descendant de Lafogido. |
| 39      | 39      | 1800−1823 | Gbániárè (en)                         | Gbadioro, Gbanlare                                                                                       | Descendant de Lajodoogun. D'Akui, Ife. |
| 40      | 40      | 1823−1835 | Gbégbáajé                             | | Descendant de Lajodoogun. |
| 41      | 41      | 1835−1839 | Wúnmọníjẹ̀ (en)                        | Wunmo-nije-soogun                                                                                        | Descendant de Lafogido. |
| 42      | 42      | 1839−1849 | Adégúnlẹ̀ Abewéilá (en)                | Abewe-ila gberengedẹ (S'étale comme la feuille du gombo).                                                | Descendant de Lafogido. Il serait mort à l'âge de 35 ans environ. |
| 43      | 43      | 1849−1878 | Degbin Kùmbúsù (en)                   | | Descendant de Lafogido. La première chute d'Ife a lieu sous son règne en 1849. |
| 44      | 44      | 1878−1880 | Ọ̀ráyẹ̀gbà Ọjaja (en)                   | Ayikiti-ninu-aran (se roule dans un tissu de velours).                                                   | Descendant de Lajodoogun. Imposé par le gouvernement d'Ibadan. |
| 45      | 45      | 1880−1894 | Dérìn Ọlọ́gbénlá (en)                  | | Descendant de Gíẹ̀sí. Elu Ooni, il n'est jamais venu se faire couronner à Ife avant de mourir à Okeigbo. Sous son règne, la deuxième chute d'Ife eut lieu en 1882. |
| 46      | 46      | 1894−1910 | Adélékàn Olúbòse I (en)               | Eriogun, Akitikori, Ebitikimopiri                                                                        | Descendant d'Ogboru. Premier Ooni à régner à Ile-Ifè après la fin de la guerre d'Ekitiparapo. L'évacuation des Modákẹ́kẹ́ a eu lieu sous son règne. |
| 47      | 47      | 1910−1910 | Adékọ́lá (en)                          | Lawarikan, Agbejanla-bofa.                                                                               | Descendant de Lajodoogun. D'Akui, Ife. Elu Ooni pendant seulement deux mois, juin-juillet 1910. |
| 48      | 48      | 1910−1930 | Ademiluyi Ajagun (en)                 | | Il était un descendant de Lafogido et d'Ọ̀sinínladé Òtutùbiọ̀ṣun (n° 31 de la liste A). Sous son règne, le peuple Modákẹ́kẹ́ est revenu à Ifẹ̀ en 1921. |
| 49      | 49      | 1930−1980 | Adesoji Aderemi (en)                  | Ainla, Ọmọ Adekunbi Ipetu                                                                                | D'Akui, Ife. Mort le 3 juillet 1980. Cumule avec la fonction de gouverneur de la région occidentale du Nigeria. Il était un descendant d'Ojigidiri (n° 37). |
| 50      | 50      | 1980−2015 | Olubuse II (en)                       | | Descendant of Ogboru. Petit-fils d'Adélékàn Olúbòse I (n° 46). Mort le 28 juillet 2015. Les affrontements communaux entre les peuples de Modakeke et d'Ife sont ravivés sous son règne. Sijuade Olubuse II interdit la vente du livre d'Adetunji dans la ville d'Ife parce qu'il contient une histoire relative à son grand-père Adélẹkàn Olúbùse I, qu'il ne veut pas voir rendue publique. |
| 51      | 51      | 2015−     | Adeyeye Enitan Ogunwusi, dit Ojaja II | | Descendant de Gíẹ̀sí. |